# Harry Goldsteen
Hartog Simon (Harry) Goldsteen (Amsterdam, 26 juli 1939 – aldaar, 5 juni 2021) was een Nederlandse schaker van joodse komaf. Hij was binnen de schaakwereld een gerenommeerd schaakproblemist, gespecialiseerd in retrograde analyse, ofwel retrogradeproblemen.
Goldsteens leven heeft immer rond zijn joodse identiteit gedraaid, hetgeen hem niet in de koude kleren heeft gezeten. Het schaken was een passie dat hem enige lichtpuntjes verschafte.

## Biografie

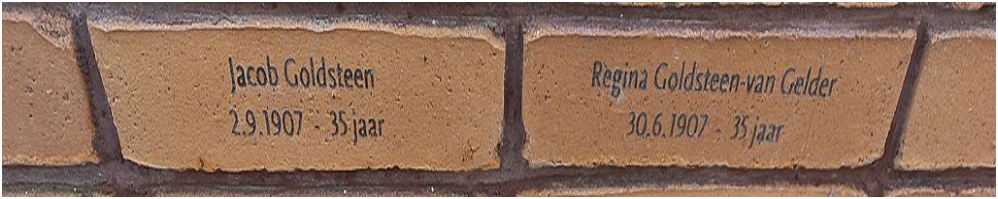
Naamsteen vader en moeder Holocaust Namenmonument (maart 2023)

Harry werd in 1939 te Amsterdam geboren als zoon van Jacob Goldsteen (1907–1943) en Regina Henriëtte Goldsteen-van Gelder (1907–1943). Zijn ouders hadden een drogisterij aan de Pretoriusstraat 1 in Amsterdam genaamd 'Goldsteens Drogisterijen'.
Gedurende de Tweede Wereldoorlog werd Harry Goldsteen naar Sneek gebracht om daar onder te duiken bij een gereformeerd gezin. Daar kreeg hij een keer bezoek van zijn moeder, waarna hij zijn ouders nooit meer gezien heeft: ze waren in 1943 via kamp Westerbork gedeporteerd en omgebracht in Auschwitz.
Na de oorlog kwam Goldsteen terug naar Amsterdam waar hij aanvankelijk werd opgevangen door de zus van zijn vader. Zijn tante was het enige andere familielid dat de oorlog had overleefd. Het boterde echter niet tussen Goldsteen en de nieuwe echtgenoot van zijn tante en hij kwam in verschillende joodse weeshuizen terecht. Goldsteen haalde zijn diploma op het Barlaeus Gymnasium waar hij zich onderscheidde in de wiskunde, waarvoor hij later ook enkele jaren heeft gestudeerd.
Gedurende een periode dronk Goldsteen bovenmatig, maar liet de alcohol achter zich toen hij in 1990 bij Inez (?–2010) introk. De laatste zeven jaar van zijn leven woonde hij in het verzorgingstehuis Beth Shalom. Zijn wereldje werd steeds kleiner: hij had geen computer - een bewuste keuze - en hij werd bijna blind. Na een kort ziektebed is hij in 2021 overleden. Goldsteen ligt begraven op de Joodse begraafplaats in Muiderberg.

## Schaken
Hans Ree en Tim Krabbé noemen Goldsteen in de wereld van het retrogradeschaken een legende. Ree beschreef hem voorts als "het prototype van de totale schaakonderzoeker". De auteurs schreven met name over zijn complexe verhandelingen over de dolle toren, het paardenweefsel en zijn zoektocht naar puzzels over de langst mogelijk kortste zettenreeksen van een zekere stelling naar een beginstelling. Goldsteen kwam hierbij ooit tot een oplossing met 185 zetten, een record.
In het eerste nummer van 2000 nomineerde Probleemblad,  een tijdschrift voor probleemschaken, een probleem van Goldsteen voor de verkiezing van het 'probleem (of studie) van het millennium' in de categorie retrogradeproblemen, naast problemen van namen als Saavedra, Kasparjan, Mansfield, Jarosj, Visserman, Losjinski en Loyd.
Goldsteens laatste gepubliceerde studie werd in 2020 afgedrukt in Die Schwalbe, een Duits blad voor schaakproblemen en dito studies.

## Sammy
Mogelijk stond de sombere Goldsteen model voor de 'Sammy' van het gelijknamige liedje van Ramses Shaffy. In een interview in Vrij Nederland vertelde hij namelijk dat Shaffy het liedje op Sinterklaasavond 1961 voor hem had gezongen. Shaffy zou alleen zijn Hebreeuwse naam Naftali kennen en zou Goldsteen Sammy genoemd hebben als verwijzing naar zijn joodse achtergrond.

## Meer lezen/luisteren
- Janine Voskamp, De schoonheid van het schaakspel (interview met Goldsteen), Max Euwe Centrum (maart 2008)[18]
- Ronit Palache, Ontroerende onzin. De joodse identiteit in het Nederland van nu. (2016).[2]